# Andreas Koch (Jurist)
Andreas Koch (* 16. Juli 1968 in Berlin) ist ein deutscher Jurist. Er ist seit dem 8. Februar 2023 Richter am Bundesverwaltungsgericht und seit Oktober 2023 Richter am Verfassungsgericht des Landes Brandenburg.

## Leben und Wirken
Koch trat nach Abschluss seiner juristischen Ausbildung im Februar 1998 in den Justizdienst des Landes Brandenburg ein und war am Verwaltungsgericht Cottbus tätig. 2002 promovierte ihn die Humboldt-Universität zu Berlin zum Doktor der Rechte. Von Dezember 2005 bis November 2007 war er als wissenschaftlicher Mitarbeiter an das Bundesverwaltungsgericht und von Oktober 2009 bis Oktober 2011 als wissenschaftlicher Mitarbeiter an das Bundesverfassungsgericht abgeordnet. Am 1. Oktober 2012 wurde er zum Richter am Oberverwaltungsgericht Berlin-Brandenburg ernannt. Seit September 2020 war Koch an das Ministerium der Justiz des Landes Brandenburg abgeordnet.
Mit der Ernennung zum Richter am Bundesverwaltungsgericht am 8. Februar 2023 wies das Präsidium Koch dem für Wehrbeschwerdesachen zuständigen 1. Wehrdienstsenat und dem Fachsenat nach § 189 VwGO zu.